# Poursuite par équipes féminine de patinage de vitesse aux Jeux olympiques de 2022
Navigation
Pyeongchang 2018 Milan-Cortina 2026
La poursuite par équipes féminine de patinage de vitesse aux Jeux olympiques d'hiver de 2022 a lieu les 13 et 15 février 2022 à l'Anneau national de patinage de vitesse de Pékin.

## Programme
Tous les horaires correspondent à l'UTC+8.
| Date                            | Horaire      |
| ------------------------------- | ------------ |
| 12 février 2022 15 février 2022 | 16 h 14 h 30 |

## Records
Avant cette compétition, les records dans cette discipline étaient les suivants :
| Record du monde    | 2 min 50 s 76 | Nana Takagi Ayano Sato Miho Takagi            | Japon    | 14 février 2020 | Salt Lake City |
| Record olympique   | 2 min 53 s 89 | Miho Takagi Ayano Sato Nana Takagi            | Japon    | 19 février 2018 | Gangneung      |
| Record de la piste | 3 min 15 s 64 | Leonie Bats Isabel Grevelt Sophie Kraaijeveld | Pays-Bas | 9 octobre 2021  | Pékin          |

## Résultats

### Quarts de finale
| Rang | Série | Patineurs                                                 | Pays        | Temps            | Retard   | Qualifiées pour |
| ---- | ----- | --------------------------------------------------------- | ----------- | ---------------- | -------- | --------------- |
| 1    | 1     | Ayano Sato Miho Takagi Nana Takagi                        | Japon       | 2 min 53 s 61 OR | -        | Demi-finale 1   |
| 2    | 3     | Ivanie Blondin Valérie Maltais Isabelle Weidemann         | Canada      | 2 min 53 s 97    | + 0 s 36 | Demi-finale 2   |
| 3    | 2     | Antoinette de Jong Irene Schouten Ireen Wüst              | Pays-Bas    | 2 min 57 s 26    | + 3 s 65 | Demi-finale 2   |
| 4    | 4     | Elizaveta Golubeva Evgeniia Lalenkova Natalya Voronina    | ROC         | 2 min 54 s 66    | + 4 s 05 | Demi-finale 1   |
| 5    | 1     | Ahenaer Adake Han Mei Li Qishi                            | Chine       | 3 min 0 s 58     | + 6 s 97 | Finale C        |
| 6    | 2     | Marit Fjellanger Bøhm Sofie Karoline Haugen Ragne Wiklund | Norvège     | 3 min 1 s 84     | + 8 s 23 | Finale C        |
| 7    | 4     | Karolina Bosiek Natalia Czerwonka Magdalena Czyszczoń     | Pologne     | 3 min 1 s 92     | + 8 s 31 | Finale D        |
| 8    | 3     | Ekaterina Sloeva Yauheniya Varabyova Maryna Zuyeva        | Biélorussie | 3 min 2 s        | + 8 s 39 | Finale D        |

### Demi-finales
| Rang          | Patineurs                                              | Pays     | Temps         | Retard   | Qualifiées pour |
| ------------- | ------------------------------------------------------ | -------- | ------------- | -------- | --------------- |
| Demi-finale 1 |                                                        |          |               |          |                 |
| 1             | Ayano Sato Miho Takagi Nana Takagi                     | Japon    | 2 min 58 s 93 | —        | Finale A        |
| 2             | Elizaveta Golubeva Evgeniia Lalenkova Natalya Voronina | ROC      | 3 min 5 s 92  | + 6 s 99 | Finale B        |
| Demi-finale 2 |                                                        |          |               |          |                 |
| 3             | Ivanie Blondin Valérie Maltais Isabelle Weidemann      | Canada   | 2 min 54 s 96 | —        | Finale A        |
| 4             | Antoinette de Jong Irene Schouten Ireen Wüst           | Pays-Bas | 2 min 55 s 94 | + 0 s 98 | Finale B        |

### Finale
| Rang                                | Patineurs                                                 | Pays        | Temps            | Retard    |
| ----------------------------------- | --------------------------------------------------------- | ----------- | ---------------- | --------- |
| Finale A                            |                                                           |             |                  |           |
| Médaille d'or, Jeux olympiques      | Ivanie Blondin Valérie Maltais Isabelle Weidemann         | Canada      | 2 min 53 s 44 OR | —         |
| Médaille d'argent, Jeux olympiques  | Ayano Sato Miho Takagi Nana Takagi                        | Japon       | 3 min 4 s 47     | + 11 s 03 |
| Finale B                            |                                                           |             |                  |           |
| Médaille de bronze, Jeux olympiques | Marijke Groenewoud Irene Schouten Ireen Wüst              | Pays-Bas    | 2 min 56 s 86    | —         |
| 4                                   | Elizaveta Golubeva Evgeniia Lalenkova Natalya Voronina    | ROC         | 2 min 58 s 66    | + 1 s 80  |
| Finale C                            |                                                           |             |                  |           |
| 5                                   | Ahenaer Adake Han Mei Li Qishi                            | Chine       | 2 min 58 s 33    | —         |
| 6                                   | Marit Fjellanger Bøhm Sofie Karoline Haugen Ragne Wiklund | Norvège     | 3 min 2 s 15     | + 3 s 82  |
| Finale D                            |                                                           |             |                  |           |
| 7                                   | Ekaterina Sloeva Yauheniya Varabyova Maryna Zuyeva        | Biélorussie | 3 min 1 s 19     | —         |
| 8                                   | Karolina Bosiek Natalia Czerwonka Magdalena Czyszczoń     | Pologne     | 3 min 3 s 19     | + 2 s     |